# Bilbil czerwonobrody
Bilbil czerwonobrody (Rubigula dispar) − gatunek małego ptaka z rodziny bilbili (Pycnonotidae). Endemit Indonezji, narażony na wyginięcie.

## Występowanie
Bilbil czerwonobrody jest endemitem Indonezji – występuje na Sumatrze, Jawie i Bali.

## Systematyka
Gatunek ten został opisany po raz pierwszy przez Thomasa Horsfielda w 1821 roku jako Turdus dispar. Miejsce typowe to Jawa. Później gatunek był zaliczany do rodzaju Rubigula zsynonimizowanego następnie z Pycnonotus. Rodzaj Pycnonotus okazał się jednak polifiletyczny. Bilbil czerwonobrody był klasyfikowany jako podgatunek bilbila czarnoczubego (P. melanicterus), podobnie jak bilbil żółtobrzuchy, bilbil rubinowy i bilbil żółto-oliwkowy. Na podstawie wyników badań przedstawionych w dwóch publikacjach w 2005 roku dokonano podziału P. melanicterus (tzw. „split”) i wymienione taksony zyskały status odrębnych gatunków; w oparciu o badania z lat 2016–2021 wyodrębniono je do przywróconego rodzaju Rubigula.
Wyróżnia się dwa podgatunki R. dispar:
- R. dispar dispar (Horsfield, 1821) – Jawa i Bali,
- R. dispar matamerah Berryman & Collar, 2023 – Sumatra.

## Morfologia
Długość ciała 17–20 cm. Obie płcie są do siebie podobne.

## Status zagrożenia
Międzynarodowa Unia Ochrony Przyrody (IUCN) uznaje bilbila czerwonobrodego za gatunek narażony (VU, vulnerable) od 2016 roku, kiedy to zaakceptowała taksonomiczny podział Pycnonotus melanicterus. Liczebność populacji nie jest dokładnie znana, wydaje się, że ptak ten stał się rzadki i trudny do znalezienia, choć jeszcze niedawno opisywany był jako pospolity. Wśród głównych zagrożeń wymienia się odłów do niewoli i utratę siedlisk.